# پنج طلایی
پنج طلایی (انگلیسی: I Saw the Figure 5 in Gold) یا عدد پنج طلایی را دیدم عنوان اثری است از چارلز دموث، هنرمند آمریکایی که در سال ۱۹۲۸ کشیده شده است. گفته می‌شود این اثر، از تصویرگرایی و کوبیسم متاثر بوده است. این اثر، که تجلیلی است از دوست نقاش، ویلیام کارلوس ویلیامز، شعری از او را به تصویر می‌کشد که در آن، یک ماشین آتش‌نشانی، در خیابانی که از باران خیس است، با سرعت زیاد می‌راند. عنوان اثر نیز سطری است از شعر ویلیامز.